# Augustyn Frączkiewicz
Augustyn Frączkiewicz (ur. 19 lipca 1796 w Kurozwękach, zm. 31 grudnia 1883 w Warszawie) – polski matematyk, doktor filozofii, profesor matematyki.

## Życiorys
Pierwsze nauki pobierał w Staszowie. Po ukończeniu w 1815 r. Szkoły Wojewódzkiej w Kielcach, rozpoczął studia na Uniwersytecie Jagiellońskim na wydziale filozoficznym (matematyka), po czym w 1819 otrzymał posadę zastępcy nauczyciela w dawnej swojej szkole. Po roku wrócił do Krakowa i podjął pracę w Gimnazjum św. Anny. W 1825 roku uzyskał zgodę na dwuletni urlop naukowy, podczas którego odwiedził m.in.  Paryż, gdzie doskonalił się w matematyce. Do pracy w szkole wrócił już w 1826 roku. 
Równolegle z pracą pedagogiczną zajmował się działalnością naukową. Pisał artykuły dotyczące teorii matematyki. W 1828 uzyskał stopień doktora filozofii Uniwersytetu Jagiellońskiego. W roku szkolnym 1828/9 wygrał konkurs ogłoszony przez Komisję Rządową Wyznań religijnych na profesora algebry i rachunku wyższego na  Uniwersytecie Warszawskiem.  Po zamknięciu Uniwersytetu po powstaniu listopadowym pracował w Gimnazjum Gubernialnego w Warszawie  i Obserwatorium Astronomicznym. W 1836 roku został profesorem matematyki czystej w Kursach Dodatkowych, przekształconych potem w Kursa Pedagogiczne. W 1853 przeszedł na emeryturę.
Od 1862 do 1869 był kierownikiem katedry matematyki w Szkole Głównej w Warszawie, gdzie przez 2 lata był dziekanem wydziału matematyczno-fizycznego. 
Był redaktorem "Pamiętnika Umiejętności Czystych i Stosowanych", publikował również w "Bibliotece Warszawskiej". W uznaniu zasług został przyjęty w poczet członków Akademii Umiejętności w Krakowie oraz uznany za członkiem honorowym Towarzystwa Przyrodniczego im. Mikołaja Kopernika we Lwowie.
Napisał książkę O gnomice analistycznej.
Został pochowany na cmentarzu powązkowskim.